# Leptodactylus ochraceus
Espèce
"Leptodactylus" ochraceus est une espèce d'amphibiens de la famille des Leptodactylidae dont la position taxonomique est incertaine (Incertae sedis).

## Répartition
Cette espèce est endémique de l'État du Pernambouc au Brésil. 

## Étymologie
Le nom spécifique ochraceus vient du grec ochre, l'oxyde de fer, en référence à la couleur de cette espèce.

## Publication originale
- Lutz, 1930 : Segunda memória sobre espécies brasileiras do gênero Leptodactylus, incluindo outras aliadas. Second paper on brasilian and some closely related species of the genus Leptodactylus. Memórias do Instituto Oswaldo Cruz, vol. 23, no 1, p. 1‑20 & 21‑34.